# Šutovce
Šutovce este o comună slovacă, aflată în districtul Prievidza din regiunea Trenčín, pe malul râului Trebianka⁠(d). Localitatea se află la altitudinea de 434 m deasupra n.m., se întinde pe o suprafață de 7,08 km2 și în 2017 număra 442 de locuitori.

## Istoric
Localitatea Šutovce este atestată documentar din 1315.

## Demografie
| An:                | 1994 | 2004   | 2014   | 2024   |
| ------------------ | ---- | ------ | ------ | ------ |
| Număr de persoane: | 378  | 408    | 432    | 459    |
| Diferență:         |      | +7,93% | +5,88% | +6,25% |

| An:                | 2023 | 2024   |
| ------------------ | ---- | ------ |
| Număr de persoane: | 456  | 459    |
| Diferență:         |      | +0,65% |